# سوني إكسبيريا في
سوني اكسبيريا في (بالإنجليزية: Sony Xperia V)‏ هو هاتف ذكي من سوني موبايل كوميونيكيشنز يعمل بنظام أندرويد، تم طرحه في الأسواق في 2012.

## الخصائص
- نظام التشغيل: أندرويد
- الكاميرا الأمامية: 0.3 ميجابكسل
- الكاميرا الخلفية: 13 ميجابكسل
- المعالج ثنائي النواة 1.5 جيجا
- ذاكرة وصول عشوائي (الرامات) 1 جيجا